# Ohne Liebe
Ohne Liebe ist eine dialogisirte Novelle von Marie von Ebner-Eschenbach von 1888.

## Inhalt
Die junge Gräfin Emma wird zu ihrem 24. Geburtstag von ihrer Großmutter, bei der sie seit langer Zeit lebt, beschenkt. Es erscheint ein Graf Rüdiger, der seit drei Jahren vergeblich um sie wirbt. Die Großmutter unterstützt seine Bemühungen, Emma bleibt ablehnend. Später kommt auch der Cousin Marko, in den Emma einmal verliebt gewesen war, der aber ihre beste Freundin geheiratet hatte. Diese ist inzwischen gestorben, und der junge Witwer lebt mit der dreijährigen ziemlich verzogenen Tochter allein zusammen. Er bittet Emma, nach einigen Gesprächen und kleinen Ereignissen, seine Frau zu werden. Sie willigt ein, unter der Bedingung, gleichberechtigt akzeptiert zu sein, und – ohne Liebe.
Das Stück stellt die gängige Vorstellung einer romantisierten Liebesauffassung als Grundvoraussetzung für eine Ehe auf den Kopf und fordert stattdessen eine Loslösung von emotionaler Tyrannei unter eine zu sehr vereinnahmende Liebe.

## Werkgeschichte
Über die Entstehung des Stücks sind keine Informationen erhalten. Es wurde 1888 erstmals in Westermanns Illustrierten Monatsheften veröffentlicht. 1890 gab es eine erste Inszenierung durch die Freie Bühne Berlin mit Otto Brahm und Schlenther im Residenztheater. Die Autorin wurde erst danach davon in Kenntnis gesetzt. Sie reagierte zunächst ablehnend, da sie der Freien Bühne distanziert gegenüberstand, die guten Resonanzen auf die Aufführungen änderten dann aber ihre Meinung.
Sie schrieb danach eine leicht erweiterte Lustspiel-Fassung, mit etwas ausführlicheren Regieanweisungen und einigen weiteren Dialogen zur Erklärung der handelnden Personen.
Weitere Inszenierungen gab es 1895 im Schillertheater Berlin und 1896 im Deutschen Theater Berlin, wieder unter Otto Brahm. In Wien, wo Marie von Ebner-Eschenbach lebte, wurde das Stück erst 1898 aufgeführt, zu ihrer großen Freude und erstmals mit ihrer Anwesenheit.

## Textausgaben
Dialogisirte Novelle
- Gesammelte Schriften, Vierter Band. Erzählungen. Zweiter Band. Berlin 1893, S. 261–300 Archive
- Gutenberg
- Marianne Henn (Hrsg.): Marie von Ebner-Eschenbach. Gesellschaftsdramen. Künstlerdramen. Lustspiele und Einakter. 2010. S. 729–760 Digitalisat

Lustspiel
(leicht erweiterte Fassung)
- Marianne Henn (Hrsg.): Marie von Ebner-Eschenbach. Gesellschaftsdramen. Künstlerdramen. Lustspiele und Einakter. 2010. S. 385–408 Digitalisat